# Villers-Saint-Barthélemy
 Villers-Saint-Barthélemy  es una comuna y población de Francia, en la región de Picardía, departamento de Oise, en el distrito de Beauvais y cantón de Auneuil.
Su población en el censo de 1999 era de 485 habitantes.
Está integrada en la Communauté de communes du Pays de Bray.

## Demografía
| 288 | 262 | 299 | 384 | 467 | 485 |
| Para los censos de 1962 a 1999 la población legal corresponde a la población sin duplicidades (Fuente: INSEE [Consultar]) |     |     |     |     |     |